# Vương Hảo Cổ
Vương Hảo Cổ (tiếng Trung: 王好古; bính âm: Wáng Hǎogǔ; 1200–1264), tự Hải Tạng (tiếng Trung: 海藏; bính âm: Hǎizàng), là một thầy thuốc và nhà văn Trung Quốc. Ông là tác giả của một chuyên luận về chứng điên loạn và phương thuốc chữa trị, ngoài ra còn có tư liệu y khoa phân loại độc nhất các thuốc theo thuyết ngũ hành.

## Sự nghiệp
Sau khi đỗ học vị tiến sĩ (kỳ thi khoa cử cao nhất), Vương theo học y khoa với Lý Đông Viên. Vương là người gốc Triệu Châu, Hà Bắc, còn Lý ở huyện Chính Định gần đó. Vương đặc biệt bị ảnh hưởng bởi triết lý dùng thuốc "linh hoạt" của Lý. Âm chứng lược lệ (陰證略例) do ông biên soạn dựa trên các tác phẩm của Lý và lần đầu đưa ra một "liệu pháp bổ sung cho bệnh nhân điên". Trong cuốn sách gồm mười hai quyển thuật lại những kinh nghiệm của mình với vai trò là một quân y, Vương phân biệt giữa chứng cuồng dương và cuồng âm. Ông ghi chú trong phần phụ lục là đã vay mượn một phương thuốc "chống hỏa lực" từ Thương hàn luận hoặc Chuyên luận về vết thương lạnh để chữa trị cho một nữ bệnh nhân chịu đau đớn do mắc chứng cuồng dương. Dù vậy, ông phê phán Thương hàn luận vì đã bỏ qua bệnh cuồng âm, và giới thiệu phương thuốc chữa trị của riêng ông, bao gồm ô đầu và gừng. Công thức của Vương trở thành phương thuốc chữa bệnh tiêu chuẩn cho chứng điên loạn ở Trung Quốc vào thế kỷ 15.
Vương bác bỏ các thực hành dược lý tiêu chuẩn có từ thời nhà Đường và nhà Tống. Cuốc sách tư liệu y khoa gồm ba quyển, có tựa đề Thang dịch bản thảo (湯液本草) được biên soạn vào khoảng năm 1246, là một nỗ lực độc nhất trong việc phân loại thuốc theo thuyết ngũ hành, thay vì hướng đến động vật, khoáng chất và thực vật.
Vương được cho là người đầu tiên nhận thấy hạt ba đậu (Croton tiglium), vốn được biết đến rộng rãi là thuốc nhuận tràng, cũng có đặc tính chống tiêu chảy. Sau đó vào thời nhà Minh, thầy thuốc Lý Thời Trân có thể chữa khỏi bệnh tiêu chảy bằng hạt ba đậu, sau khi nghiên cứu tác phẩm của Vương Hảo Cổ.

### Trích dẫn
1. 1 2 3  Simonis 2014, tr. 628.
2. 1 2 3  Chace 2022, tr. 149.
3. 1 2 3  Bian 2022, tr. 31.
4. 1 2 3  Simonis 2014, tr. 629.
5. ↑  Buck 2014, tr. 235.
6. ↑  Buck 2014, tr. 237.
7. ↑  Goldschmidt 2009, tr. 198.
8. ↑  Unschuld 2021, tr. 32–33.
9. ↑  Unschuld 2021, tr. 33.